# Сокольнический Вал
Соко́льнический Вал  — улица в Восточном административном округе города Москвы, расположена в районе Сокольники, между 1-й Рыбинской улицей и Сокольнической площадью.

## Название и история улицы
До 1922 года  улица называлась  Сокольнический Камер-Коллежский Вал. Образовалась на участке Камер-Коллежского вала, примыкавшем к Сокольничьей роще. В современный состав улицы в 1930-х годах вошла часть Переяславского вала.
Эти земляные валы с окружающими их рвом были устроены по решению Камер-Коллегии, занимавшейся сбором налогов, как таможенная граница тогдашней Москвы, при пересечении которой  на заставах торговцами выплачивалась пошлина на ввозимый в город товар.
Предшественником Камер-Коллежского вала был вал Компанейский, учрежденный в 1731 году. Его возвели самостоятельно водочные откупщики для недопущения ввоза в Первопрестольную не контролируемой ими алкогольной продукции.
В 1754 году был издан указ об упразднении внутриимперских таможен и на валу остались лишь полицейские посты, осуществлявшие паспортный контроль. Таким образом, Камер-Коллежский вал стал неофициальной полицейской границей Москвы (официальный статус был получен в 1806 году).
Ликвидировали посты и заставы на Камер-Коллежском валу в 1852 году, а сама насыпь была срыта и засыпан ров  несколько лет спустя и по ее месту были проложены нынешние улицы.

## Расположение
Улица начинается от 1-й Рыбинской улицы с внутренней стороны Третьего транспортного кольца, после пересечения с которым большей частью проходит вдоль парка Сокольники. Справа жилые 1-й и 2-й микрорайоны Сокольников.

## Примечательные здания и сооружения
По нечётной стороне:
- № 1Б — дворец спорта Сокольники.

По чётной стороне:
- № 6 — храм Воскресения Христова в Сокольниках 1913 года постройки, где в 1945 году состоялся Поместный собор, избравший Патриархом Московским и всея Руси Алексия I[1].
- № 24 — жилой дом. Здесь жил писатель и сценарист Вячеслав Шугаев[2].
- № 38 — жилой дом, в котором жил Владимир Жириновский.

## Транспорт
По улице проходят автобусы е66, 40, 78, 140, 265, с633, с675, 975.
В начале улицы, за километровой Рижской эстакадой, расположены станции метро  Рижская и  Рижская, рядом находится платформа второй линии Московских центральных диаметров  Рижская, она же является платформой Рижская Ленинградского направления ОЖД. Данная платформа называлась  до ноября 2019 года платформой Ржевская.
Там же , на другой стороне Проспекта Мира расположен и отдельный Рижский вокзал для поездов дальнего следования.
Недалеко (700 м) от Рижской эстакады  и начала улицы Сокольнический вал расположена станция Москва-3 Ярославского направления МЖД.
У противоположного конца улицы Сокольнический вал на расстоянии 200 м от улицы на юг расположены станции метро  Сокольники и  Сокольники.